# فونتاینموره
فونتاینموره (به ایتالیایی: Fontainemore) یک کومونه در ایتالیا است که در واله دائوستا واقع شده‌است.

## خصوصیات
فونتاینموره ۳۱ کیلومترمربع مساحت و ۴۴۴ نفر جمعیت دارد و ۷۶۰ متر بالاتر از سطح دریا واقع شده‌است.